# Toni Lato
Toni Lato, właśc. Antonio Latorre Grueso (ur. 21 listopada 1997 w La Pobla de Vallbona) – hiszpański piłkarz grający na pozycji obrońcy w RCD Mallorca.